# Vouillé (Vienne)
Vouillé is een gemeente in het Franse departement Vienne (regio Nouvelle-Aquitaine) en telt 3152 inwoners (2005). De plaats maakt deel uit van het arrondissement Poitiers.

## Geschiedenis
In 507 vond hier de Slag bij Vouillé plaats tussen het leger van de Visigoten en het leger van een gelegenheidscoalitie van Salische Franken en Bourgondiërs. De coalitie won de slag waarmee de Visigotische suprematie in het voormalige Gallië beëindigd werd.

## Geografie
De oppervlakte van Vouillé bedraagt 33,9 km², de bevolkingsdichtheid is 93,0 inwoners per km².
De onderstaande kaart toont de ligging van Vouillé (Vienne) met de belangrijkste infrastructuur en aangrenzende gemeenten.

## Demografie
Onderstaande figuur toont het verloop van het inwonertal (bron: INSEE-tellingen).